# コマ・スタジアム
株式会社コマ・スタジアム（KOMA STUDIUM CO., LTD.）は、かつて存在した阪急阪神東宝グループ（東宝グループ）傘下の劇場運営・演劇映画等各種興行を行っていた企業。

## 概要
新宿コマ劇場及びその付帯施設であるコマ東宝・シアターアプル等の運営を行うほか、新宿コマ劇場や博多座をはじめとする全国各地の劇場での演劇の企画・制作・興行を行っていた。
1956年2月に設立された新宿コマ・スタジアムと、同年4月に設立された梅田コマ・スタジアムの2社が元となっており、1964年8月に合併し現商号となった。新宿コマ・梅田コマ両劇場及び映画館の運営や演劇興行を中心に、ホテルやスポーツクラブ、飲食店などの運営を手がけてきた。
映画館としては30m*15mの大型スクリーンを有し、開館記念興行では初の70mmフィルムによる映画『オクラホマ!』を公開。演劇興行では東宝ミュージカルスや演歌歌手の常打ち劇場となった。
しかし主体となる演劇興行を中心に業績が悪化、関連事業を閉鎖・縮小したほか、2005年には梅田コマ劇場に関する事業を阪急電鉄に売却、新宿コマ劇場関連の事業に特化する体制を取り、演劇興行に関してはアミューズとの業務・資本提携を締結し、新たなジャンルの演劇興行を開始した。しかし、その後も新宿コマ劇場の入場客数の減少に歯止めがかからず、また劇場の老朽化もあり、2008年末に劇場を閉鎖した。閉鎖後は他の劇場での興行を行いつつ、土地所有者である東宝と共同で跡地の再開発に着手する予定となっていた。
これに先立ち東宝によるTOBを受け入れ、2008年7月23日から8月25日にTOBが行われて成立、同年9月2日に東宝の子会社（91.67%）となり、その後株主総会を開いて、普通株式を全部取得事項付株式と交換したのち、東宝以外の株主の株式が端数（1株未満）となるようにした上で、同年12月に同社の完全子会社となった。その後、再開発事業の推進並びに竣工後のビル運営を効率的に行うため、2014年3月1日付で東宝株式会社に吸収合併され、法人としてのコマ・スタジアムは解散となった。これに伴い、株式会社コマ・スタジアム（新宿コマ劇場）、コマ・プロダクション、梅田舞台の各ホームページも全て閉鎖された。

## 沿革
- 1956年2月 - 株式会社新宿コマ・スタジアム設立。（東宝の株主への割当募集）
- 1956年4月 - 株式会社梅田コマ・スタジアムを設立[1]。（京阪神急行電鉄（現阪急阪神ホールディングス）の株主への割当募集）
- 1956年11月 - 梅田コマ劇場、コマ・ゴールド劇場、コマ・シルバー劇場開場
- 1956年12月 - 新宿コマ劇場、コマ東宝劇場開場
- 1958年9月 - 株式会社大宝芸能設立
- 1961年1月 - コマ興業株式会社設立
- 1961年10月 - 梅田コマ・スタジアム、大阪証券取引所第2部に上場
- 1964年8月 - 梅田コマ・スタジアムが新宿コマ・スタジアムを合併し、商号を株式会社コマ・スタジアムと変更[1]。
- 1969年1月 - 東京コマ・旅行会館竣工
- 1969年9月 - 京都コマ・ゴールド劇場開場
- 1970年5月 - 株式会社コマ・プロダクション設立
- 1973年4月 - 西宮コマ・ゴルフセンター開場
- 1974年10月 - 大宝芸能と東宝芸能が合併、商号を東宝芸能関西株式会社と変更
- 1975年8月 - 株式会社壱番街設立
- 1977年4月 - 西宮コマ・スイミングスクール開場
- 1977年7月 - 西宮コマ・スポーツセンター開場
- 1977年8月 - レストラン「アプローズ」開店
- 1980年9月 - スエンセンズ梅田コマ店開店
- 1981年6月 - 壱番街、スタジオ一番街設立
- 1982年8月 - 新宿コマ・スタジアム地下にシアターアプル開場
- 1984年9月 - 東宝芸能関西の商号を、株式会社大宝企画と変更
- 1986年7月 - 壱番街の商号をコマ興産株式会社と変更
- 1990年5月 - 株式会社ちゃやまち劇場設立
- 1990年9月 - 株式会社アプル設立
- 1992年9月
  - ちゃやまち劇場の商号を、株式会社シアター・ドラマシティと改める。
  - コマ・スタジアム移転に伴い梅田コマ劇場、コマ・ゴールド劇場、コマ・シルバー劇場、スエンセンズ梅田コマ店閉鎖
- 1992年10月 - 劇場飛天、シアター・ドラマシティ竣工
- 1992年11月 - 劇場飛天開場
- 1998年1月 - レストラン「アプローズ」閉店
- 1999年3月 - 東京コマ・旅行会館閉鎖
- 2000年4月 - 劇場飛天、梅田コマ劇場に改称
- 2000年7月 - コマ・プロダクションがアプルを、コマ興産がコマ興業をそれぞれ吸収合併
- 2001年4月 - 梅田舞台株式会社の株式50％を取得し連結子会社とする
- 2001年9月 - コマ興産を吸収合併
- 2004年3月 - 西宮コマ・ゴルフセンター、西宮コマ・スイミングスクール、西宮コマ・スポーツセンター閉場
- 2005年3月
  - アミューズ、阪急電鉄（現阪急阪神ホールディングス）と包括的業務提携に関する基本合意を締結
  - 梅田コマ劇場とシアター・ドラマシティを阪急電鉄に売却、同年4月より梅田芸術劇場としてリニューアル運営開始
  - 大宝企画、株式会社シアター・ドラマシティを清算
- 2008年5月 - 新宿コマ劇場の閉館と再開発計画を発表
- 2008年7月 - 東宝が完全子会社化を目的とした株式公開買い付け（TOB）を行うと発表
- 2008年8月 - 東宝によるTOBが成立
- 2008年9月2日 - 東宝の連結子会社となる
- 2008年11月22日 - 大阪証券取引所第2部上場廃止
- 2008年12月 - 東宝の完全子会社になる
- 2008年12月31日 - 新宿コマ劇場、コマ東宝、シアターアプル閉館
- 2014年3月 - 東宝株式会社に吸収合併され、会社解散[3]。

## 歴代社長
株式会社新宿コマ・スタジアム
- 初代：小林一三 (1956年2月-1957年1月)
- 2代目：真鍋八千代 (1957年2月-1958年3月)
- 3代目：松岡辰郎 (1958年3月-1964年8月)

以後、梅田コマ・スタジアムと合併し商号を株式会社コマ・スタジアムと改める。

株式会社梅田コマ・スタジアム
- 初代：小林一三 (1956年3月-1957年1月)
- 2代目：内山信愛 (1957年1月-1957年3月)
- 3代目：松岡辰郎 (1957年3月-1964年8月)

以後、新宿コマ・スタジアムと合併し商号を株式会社コマ・スタジアムと改める。

株式会社コマ・スタジアム
- 初代：松岡辰郎(1964年8月-1974年5月)
- 2代目：伊藤邦輔 (1974年5月-)

## かつて運営していた施設
新宿
- 新宿コマ劇場
  - 新宿コマ東宝
  - シアターアプル

上述の通り跡地は再開発が行われ、2015年4月17日に新宿東宝ビルが完成・開業した。

梅田
- 梅田コマ劇場
茶屋町に移転し、現在は梅田芸術劇場として運営されている。梅田の跡地にはHEP FIVEが立地している。
- コマ・ゴールド劇場
- コマ・シルバー劇場
- スエンセンズ梅田コマ店
梅田コマ劇場の現在地（茶屋町）への移転に伴い閉場。
- トップホットシアター
OSミュージックホール（東宝直営のヌード劇場）を演芸場に転換（1969年4月-1977年3月）。元々東宝から賃借していたもので、2015年現在も東宝の賃貸ビル「OSMビル」として存続。

六本木
- 東京コマ・旅行会館
- スタジオ一番街
六本木一丁目の再開発に伴い閉鎖。現在は住友不動産の泉ガーデンタワーが立地。

京都
- 京都コマ・ゴールド劇場
阪急大宮駅駅ビル（大宮阪急ビル）内。駅ビルは現存。

西宮
- 西宮コマ・ゴルフセンター
- 西宮コマ・スイミングスクール
- 西宮コマ・スポーツセンター
阪急西宮スタジアムの敷地内の一部にて運営。スタジアムの解体・再開発に伴い閉鎖。現在は阪急西宮ガーデンズ。

## 関連企業
- 株式会社コマ･プロダクション
- 梅田舞台株式会社